# راي درينكووتر
راي درينكووتر (بالإنجليزية: Ray Drinkwater)‏ هو لاعب كرة قدم بريطاني، ولد في 18 مايو 1931، وتوفي في 24 مارس 2008. لعب مع كوينز بارك رينجرز.